# خزندار

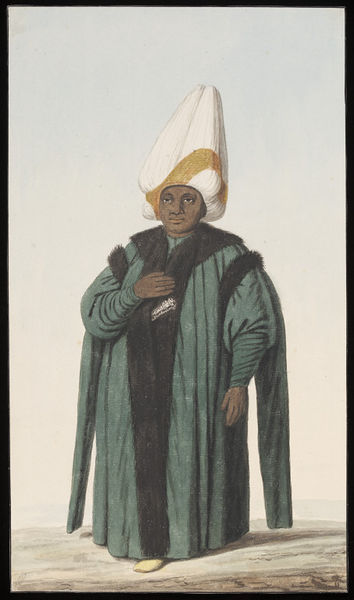

خزندار، وتكتب كذلك خازندار وخزنة دار وخزنه دار: مصطلح متأت من اللغة التركية بمعنى وكيل الخزانة أو وكيل المال. وقد وجدت هذا المصطلح وهذه الوظيفة في أماكن شتى من العالم الإسلامي، في مصر المملوكية، وفي دمشق، وفي المغرب العربي وفي الهند 

## العهد المملوكي
وجد هذا المصطلح في النصوص المملوكية، وحسب ابن تغري بردي فإن الخازندار هو الذي يتولى إحدى الوظائف التي أحدثها أو حورها بيبرس وأسندت إلى عسكريين. وحسب القلقشندي فإن الخازندار كان يسمى صاحب بيت المال وفي العهد المملوكي فإن اللفظة تطلق على كل من يتولى مهام أمين مال سواء كان يعمل لفائدة أمير أو السلطان المملوكي بالقاهرة. والواجب الأول للخازندار هو حراسة مال السلطان، وتوزيع الهدايا في بعض المناسبات. وهذه المهام كانت توزع أحيانا على ثلاثة أشخاص  هم:
- يسمى الأول  خازندار الصنف: وهو المسؤول عن الملابس النفيسة للسلطان
- ويسمى الثاني  خازندار العين: وهو مكلف بالحفاظ وحراسة جواهر السلطان.
- ويسمى الثالث خازندار القيس: وهو المكلف بتوزيع الصدقات على المحتاجين عند خروج السلطان وتوزيع المال خلال بعض المناسبات.

## العهد العثماني
في مصر العثمانية، الخازندار هو المكلف بالخزينة الإمبراطورية. كما وجدت وظيفة الخزندار في تونس في القرن الثامن عشر، إلا أنها كانت وظيفة خاصة في أوائل ذلك القرن، وكان صاحبها يكلف بضبط مصاريف ما يرد له من مال مخدومه، ثم أصبحت تدل على وظيفة حكومية بما يساوي تقريبا وزير المال، حيث كان للخزندار إدارة خاصة به وكتاب وملحقون به.

## خزندار لقب مشاهير
- تولى بعض الذين أسندت إليهم وظيفة الخزندار مهام عليا في الدولة. وبرز من بينهم:
  - الوزير رجب خزندار
  - الوزير الأكبر مصطفى خزندار ولعله أشهر من تسمى بهذه الوظيفة في القرن التاسع عشر، وقد أسندت إليه الوزارة الكبرى لعدد من البايات الحسينيين.
  - محمد خزندار وقد تولى أيضا الوزارة الكبرى.
- كما اشتهر من حاملي لقب خزندار آخرون من بينهم:
  - الشاعر الوطني محمد الشاذلي خزندار المتوفى عام 1954 والذي تسمى بأمير الشعراء في تونس.[3]

## إشارات مرجعية
1. 1 2 3 4 5  Encyclopédie de l’Islam, Tome IV, art. Khaznadar, p. 1219.
2. ↑  سيرة مصطفى بن إسماعيل، تحقيق د. رشاد الإمام، تونس 1981، ص 4
3. ↑  http://www.commune-kram.gov.tn/ar/presentation_ville/histoire_de_la_ville.htm نسخة محفوظة 2 أكتوبر 2010 على موقع واي باك مشين. خزندار الشاعر ابن الكرم